# A501 (motorväg, Belgien)

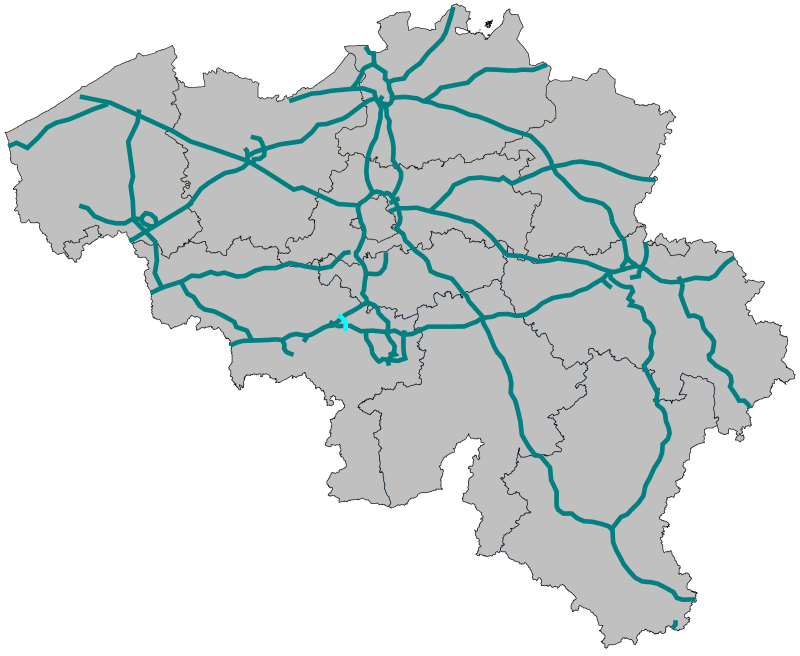
A501 (Belgien)

A501 är en motorväg i Belgien vid La Louvière.